# 卡门

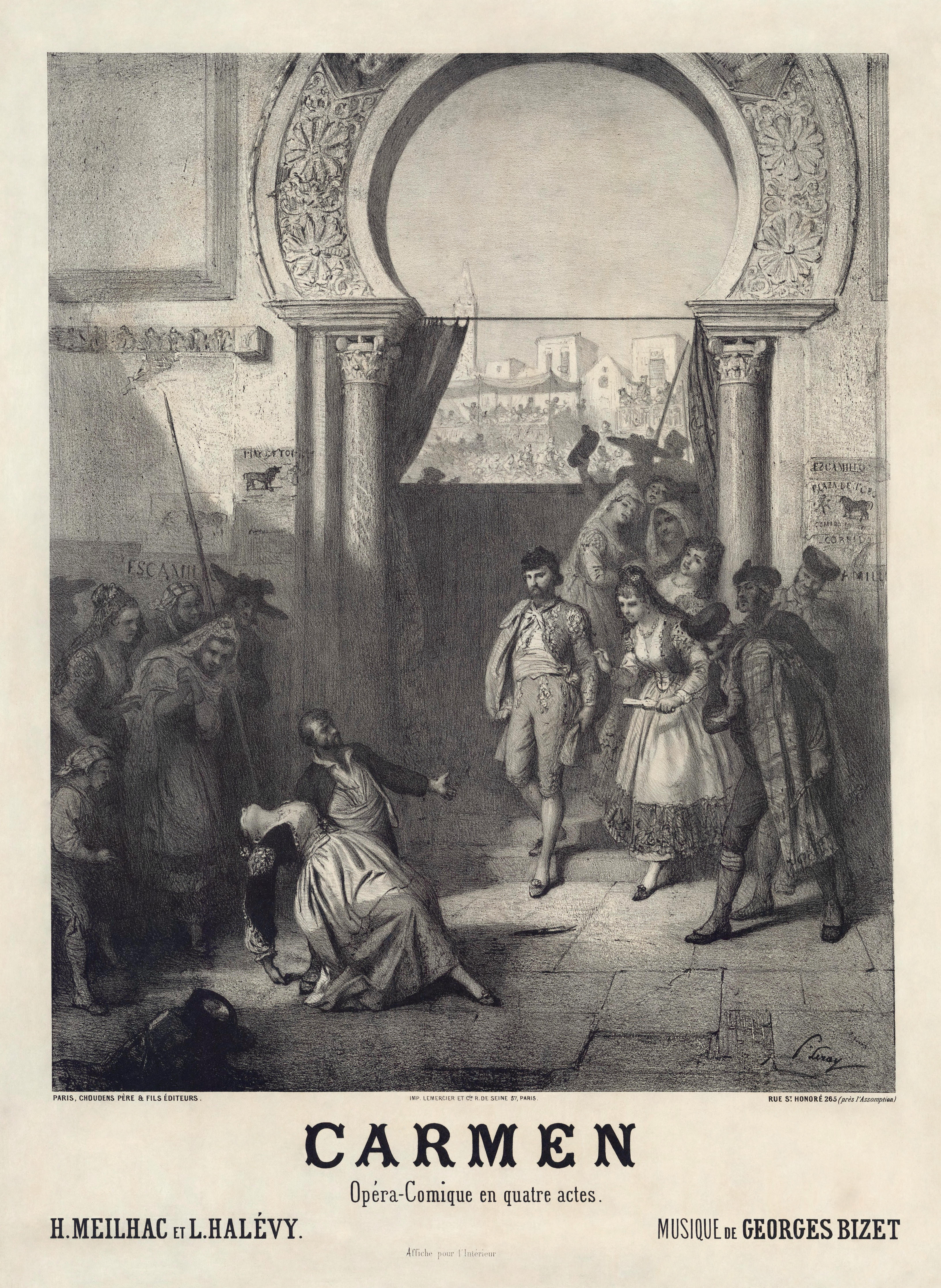
1875年《卡门》首次公演的海报

《卡门》（法語發音：[kaʁ.mɛn]），是法国作曲家乔治·比才于1874年创作的一部四幕歌剧。由亨利·梅拉克及吕多维克·阿莱维作词。这部歌剧改编自作家普罗斯佩·梅里美的同名中篇小说。1875年3月3日，該部歌劇首次在巴黎的喜歌剧院上演，但劇情內容卻令公众难以接受。《卡门》第33次演出后，比才猝然长逝。在他去世十年后，《卡门》才获得国际赞誉，成為西方艺术的经典之一。歌剧第二幕的咏叹调《爱情是一只自由的鸟儿》与《斗牛士之歌》亦是脍炙人口的歌曲。
美国著名女高音格拉汀·法拉的有声电影和喜劇演員查理·卓别林的一部无声电影更是扩大了這部歌剧的名声。20世纪80年代更曾有一次卡门熱潮。1983年的几个月内，由彼得·布鲁克改编版的《卡门悲剧》上演，在隆达导演弗朗切斯哥·罗斯协同多明哥拍摄了电影版本。

## 人物
- 卡門（Carmen）：羅姆（吉普賽）女郎（次女高音）
- 唐·荷塞（Don José）：青年卫兵下士（男高音）
- 埃斯卡米洛（Escamillo）：鬥牛士（男中音）
- 米凱拉（Micaëla）：農村姑娘，唐·荷塞的未婚妻（女高音）
- 苏尼加（Zuniga）：中士（男低音）
- 當卡洛（Le Dancaïre）：走私者（男中音）
- 雷蒙達多（Le Remendado）：走私者（男高音）
- 莫拉莱斯（Moralès）：下士（男低音）
- 梅塞德斯（Mercédès）：卡門的羅姆（吉普賽）朋友（次女高音）
- 弗拉斯吉塔（Frasquita）：卡門的羅姆（吉普賽）朋友（女高音）

## 故事概要
地點：西班牙塞维利亚，時間：19世紀中葉

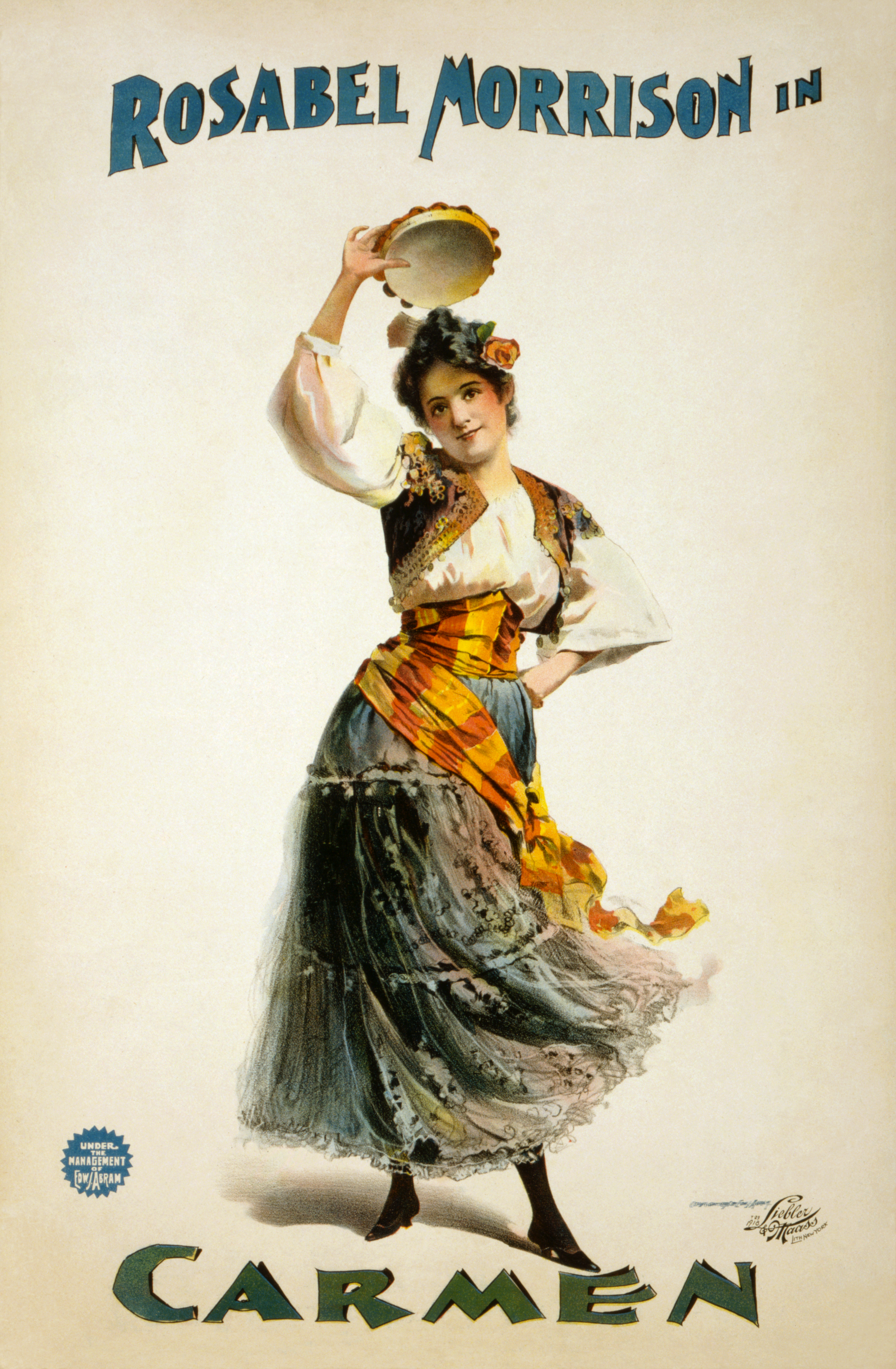
1896年的美國海報

此歌劇共有四幕，劇中通過光影對比來渲染陰暗的行為。第一幕是在發生在塞维利亚的街頭，菸廠女工們的鬥毆；第二幕是羅姆（吉普賽）人的生活和舞蹈；第三幕是走私者的肖像；第四幕則是鬥牛士的遊行行列。劇中，金髮美女米凱拉，是何塞的戀人和他母親的信使。她的舉止優雅，搭配比才所寫的歌曲，體現著歌劇抒情的一面。
敢愛敢恨的西班牙吉卜賽女郎卡门生活在感官世界裏，她受着愛欲的驅使，愛過很多男人。有天，她看上了士官荷塞。使出了渾身解數令荷塞上鈎，讓他去和人打鬥和違反軍法，導致他不得不逃走。荷塞逐漸也愛上了卡门，他對卡门的愛讓他能逆來順受。直到有一天，卡门看到鬥牛士埃斯卡米洛後變心了，反而跟埃斯卡米洛訂了婚，荷塞因此感到徹底絕望。荷塞去看過彌留的母親之後，他意識到自己還愛着卡门，於是他和卡門於鬥牛場前相遇時，荷塞懇求卡门回心轉意。然而，卡门卻不答應，還說要與埃斯卡米洛一起生活。最終，憤怒的荷塞把匕首刺進了她的胸膛，殺死了卡门。

## 剧情
註：第二幕開始,括弧中的英文內容（如：「二重唱：“I am Escamillo.”」），是歌劇當下所唱的詠嘆調。

### 第一幕
在塞维利亚一個美麗的廣場中有一座橋。在守衛房的左側有間煙廠。
米凱拉（唐·荷塞的未婚妻）來找荷塞，但她不但沒找到他，還被士兵騷擾，只好先離開。
接替的時間到了，荷塞接替士兵莫拉莱斯巡邏（他的上級長官是中士苏尼加）。
煙廠休息時，卡门和其他女工紛紛湧出了工廠。此時，所有士兵都來此向卡门求愛，唯獨荷塞沒有，這讓卡门對荷塞生了興趣。
及後，米凱拉帶來了荷塞母親的訊息，再問候了一下荷塞，便離開了。
未料，煙廠發生了鬥毆，鬥毆中卡门拿着小刀威脅其中一名女工，荷塞隨即抓住了卡門。
被荷塞看管着的時間裏，卡门不停地誘惑著荷塞。
最終，荷塞受不住卡门的甜言蜜語，愛上了卡门，並同意放走她。

### 第二幕
一天晚上，在走私販當卡洛和雷蒙達多的酒店裏，女郎卡门、弗拉斯吉塔和梅塞德斯（卡門的朋友們）開始了她們的歌舞（The rattling, ringing tambourine）。
這時，鬥牛士埃斯卡米洛來到酒店，他受到熱烈歡迎，並唱起了鬥牛士之歌（Votre toast, je peux vous le rendre）。
走私販們邀請卡门和她的兩個朋友加入走私集團，但卡门拒絕加入，因為她正等著荷塞。
此時，因為放走了犯事的卡门而坐牢、刑滿出獄後的荷塞也來到了酒店。偏偏召喚荷塞當更的號聲也在此時響起。卡门唱起了歌，阻止荷塞不讓他去報到。（Canzonetta: Halt, who goes there.）
突然，中士苏尼加出現，荷塞拔劍對抗，苏尼加很快就被走私販繳了械。荷塞因為再次犯事，也只好跟卡门入伙了。
（二重唱和舞蹈，Carmen and José: I will dance in your honour）

### 第三幕
在一个山谷裡，荷塞和走私販一起行动（六重唱和合唱：“Listen, comrades”），但卡门不僅不再爱他，還爱上了鬥牛士埃斯卡米诺。（三重唱，关于扑克牌：“Shuffle, shuffle, cut them, cut them.”）兩個卡門的情人打了起來。走私販們阻止荷塞和埃斯卡米诺的决鬥後，（二重唱：“I am Escamillo.”）米凯拉隨即来到（咏叹调：“Here is the smugglers’stronghold”）并告诉荷塞，他的妈妈将不久于人世。荷塞便离开了大队。

### 第四幕
塞维利亚斗牛场前的广场，斗牛士們擁擠的在场外游行。卡门答应埃斯卡米诺的求婚，条件是他能胜利归来。当她要进场的时候，碰上了脸色苍白的荷塞。（二重唱，卡门，José：“Is it thou; it is I.”）荷塞最后一次向卡门求爱，但卡门拒绝了。因此荷塞就把匕首插到了卡门的胸口，当胜利的埃斯卡米诺回到广场的时候，卡门已經断气了。最後，荷塞向士兵自首，這場三角關係的悲劇就這樣落幕了。
参考：

## 音乐
不同版本的《卡门》可能各有特有之處，所以也有不同的编号。

| 第一幕 1. 序曲 管弦乐 Prélude 2. 合唱场景 广场上人来人往 chacun passe à la place 3. 瞧这位小姑娘 Regardez, cette petite fille 4. 哑剧场景 立正！稍息！立正！齐步走！ Attention! Chut! Attention! Taisons-nous! 5. 顽童合唱 跟着新换岗的士兵 Avec la garde montante 6. 宣叙调 一，二，对列整齐……前一班岗的士兵 Une jeune fille charmante... Et la garde descendante 7. 宣叙调 在那边，不 C'est bien la, n'est-ce pas 8. 烟厂女工合唱 钟声敲响 La cloche a sonne 9. 瞧她们，轻佻的目光……我们瞧着空中的青烟 Voyez-les! Regards impudents... Dans l'air, nous suivons des yeux 10. 但我们没看见卡门西塔！……宣叙调 什么时候会爱你们？ Mais nous ne voyons pas la Carmencita!... Quand je vous aimerai? 11. 哈巴涅拉 爱情是一只自由的鸟儿 L'amour est un oiseau rebelle 12. 咏叹调 爱情是个流浪儿 L'amour est enfant de boheme 13. 场景 卡门！我们紧跟在你们后面！ Carmen! sur tes pas, nous nous pressons tous! 14. 宣叙调 多么轻浮！多么恬不如耻 Quels regards! Quelle effronterie! 15. 何塞！……米卡埃拉！…… 二重唱 给母亲的一封信！ Jose!... Micaela!... Parle-moi de ma mere! 16. 宣叙调 我读书时，休息一下 Reste la, maintenant, pendant que je lirai 17. 合唱 发生了什么？……救命啊！ Que se passe-il donc la-bas?... Au secours! Au secours! 18. 香颂情景剧 长官，有争吵……啦啦啦啦，砍我啊 Mon officier, c'etait une querelle... Tralalalala, coupe-moi 19. 宣叙调 你要带我去哪里？ Ou me conduisez-vous? 20. 二重唱 在塞维利亚的老城墙边 Près des remparts de Seville 21. 终曲 听口令：出发 Voici l'ordre; partez 幕间曲 管弦乐 Entr'acte | 第二幕 1. 香颂 敲打着响板 Les tringles des sistres tintaient 2. 宣叙调 先生们，听我说 Messieurs, Pastia me dit... 3. 合唱 万岁！斗牛士万岁！ Vivat! vivat le Torero! 4. 副部 我可以回敬你们……斗牛士要当心！ Votre toast, je peux vous le rendre... Toreador, en garde! 5. 宣叙调 告诉我吧，美人 La belle, un mot 6. 埃斯卡米罗出击 管弦乐 Sortie d'Escamillo 7. 宣叙调 好啦，快点！有什么消息？ Eh bien! vite, quelles nouvelles? 8. 五重唱 我们正有一个计划 Nous avons en tete une affaire 9. 宣叙调 谁在等你？ Mais qui donc attends-tu? 10. 香颂 站住！那是谁 Halte la! Qui va la? 11. 宣叙调 原来是你！……很荣幸和你跳舞 Enfin, c'est toi!... Je vais danser en votre honneur 12. 啦啦啦……稍等，卡门 La-la-la-la... Attends un peu, Carmen 13. 回营房！点名！ Au quartier! pour l'appel! 14. 这是你给我的花朵 La fleur que tu m'avais jetee 15. 不！你不爱我 Non, tu ne m'aimes pas 16. 不！我不愿再听你说！ Non! je ne veux plus t'ecouter! 17. 终曲 喂，卡门！喂！喂！ Hola Carmen! Hola! Hola! 18. 帅长官，你玩弄爱情！ Bel officier, l'amour vous joue 19. ……稍后……战争！发生战争！ ...Plus tard!... La guerre, c'est la guerre! 幕间曲 管弦乐 Entr'acte | 第三幕 1. 六重奏和合唱 你听，伙伴，你听 Ecoute, ecoute, compagnon, ecoute 2. 我们的生意很好 Notre metier est bon 3. 宣叙调 我们在此休息一小时 Reposons-nous une heure ici, mes camarades 4. 你要买什么？ Que regardes-tu donc? 5. 三重唱 甜瓜！票据！ Melons! Coupons! 6. 看，轮到我了 Voyons, que j'essaie a mon tour 7. 这是徒劳 En vain pour eviter 8. ……死亡！再一次说我漂亮 ...la mort... Parlez encor, parlez mes belles 9. 宣叙调 怎么样？……我们将尽力 Eh bien?... Eh bien! nous essayerons 10. 合唱 至于海关官员，这是我们的事 Quant au douanier, c'est notre affaire 11. 宣叙调 这是走私犯的必经之路 C'est des contrebandiers le refuge ordinaire 12. 咏叹调 我说我什么也不怕 Je dis, que rien ne mépouvante 13. 宣叙调 我不上当 Je ne me trompe pas 14. 射的再低一点……二重唱 我是埃斯卡米罗，格拉纳达的斗牛士！ Quelques lignes plus bas... Je suis Escamillo, Torero de Grenade! 15. 她原来有情人 Elle avait pour amant 16. 我的怒火……多么笨拙 Enfin ma colere... Quelle maladresse 17. 终曲 喂，喂！何塞 Hola, hola! Jose! 18. 你要当心，卡门 Prends garde a toi, Carmen 19. 斗牛士，要当心！ Toreador, en garde! 幕间曲 管弦乐 Entr'acte | 第四幕 1. 合唱 两个铜板！两个铜板！ A deux cuartos! A deux cuartos! 2. 进行曲和合唱 他们来了！斗牛士队伍来了！ Les voici! voici la quardrille! 3. 如果你爱我，卡门 Si tu m'aimes, Carmen 4. 卡门，一个忠告 Carmen, un bon conseil 5. 二重唱和合唱 是你！……是我！ C'est toi!... C'est moi! 6. 那你不再爱我了？ Tu ne m'aimes donc plus? |

## 卡門組曲

### 卡門第一組曲
- 曲目01《前奏曲-鬥牛士進行曲》幕啟，濃郁的西班牙風格
- 曲目02《阿拉貢舞曲》氣魄宏大的開場
- 曲目03《間奏曲》美麗的西班牙田園風光
- 曲目04《賽吉利亞舞曲》　幽默歡快的柔板
- 曲目05《阿而卡拉龍騎兵》威風凜凜
- 曲目06《鬥牛士進行曲》　場面宏大，歡快，氣氛被推向頂點

### 卡門第二組曲
- 曲目07《走私販進行曲》　滑稽的，偷偷摸摸的，詭譎的
- 曲目08《街頭少年合唱：哈巴涅拉》純音樂，沒有唱部
- 曲目09《夜曲》　西班牙的夜晚
- 曲目10《鬥牛士之歌》聽聽鬥牛士的心事《鬥牛士進行曲》再現
- 曲目11《在山中》山中的號角和舞蹈
- 曲目12《波西米亞舞曲》《卡門》　一劇在緊湊的音樂聲中落下帷幕

## 影視文化
- 《旺角卡門》（1988年6月9日）

## 外部連結
- 比才《卡門》：国际乐谱典藏计划上的乐谱
- 卡门 （页面存档备份，存于）
- 比才